# Åtvidabergspartiet
Åtvidabergspartiet (ÅP) var ett lokalt politiskt parti i Åtvidabergs kommun representerat i kommunfullmäktige 1982-2006. I valet 2006 erhöll partiet 104 röster, vilket motsvarade 1,46 procent. I och med detta gick Åtvidabergspartiet miste om de två mandat med vilka man var representerad i Åtvidabergs kommunfullmäktige sedan valet 2002.

## Valresultat
| År   | Röster | %     | Mandat  |
| ---- | ------ | ----- | ------- |
| 1982 | –      | –     | 6 av 45 |
| 1985 | –      | –     | 8 av 45 |
| 1988 | –      | –     | 7 av 45 |
| 1991 | –      | –     | 7 av 45 |
| 1994 | –      | 8,1   | 4 av 45 |
| 1998 | 914    | 12,16 | 6 av 45 |
| 2002 | 392    | 5,44  | 2 av 45 |
| 2006 | 104    | 1,46  | 0 av 45 |